# Sant Pere del Soler
Sant Pere del Soler és una església del municipi de la Baronia de Rialb (Noguera) que forma part de l'Inventari del Patrimoni Arquitectònic de Catalunya.

## Situació

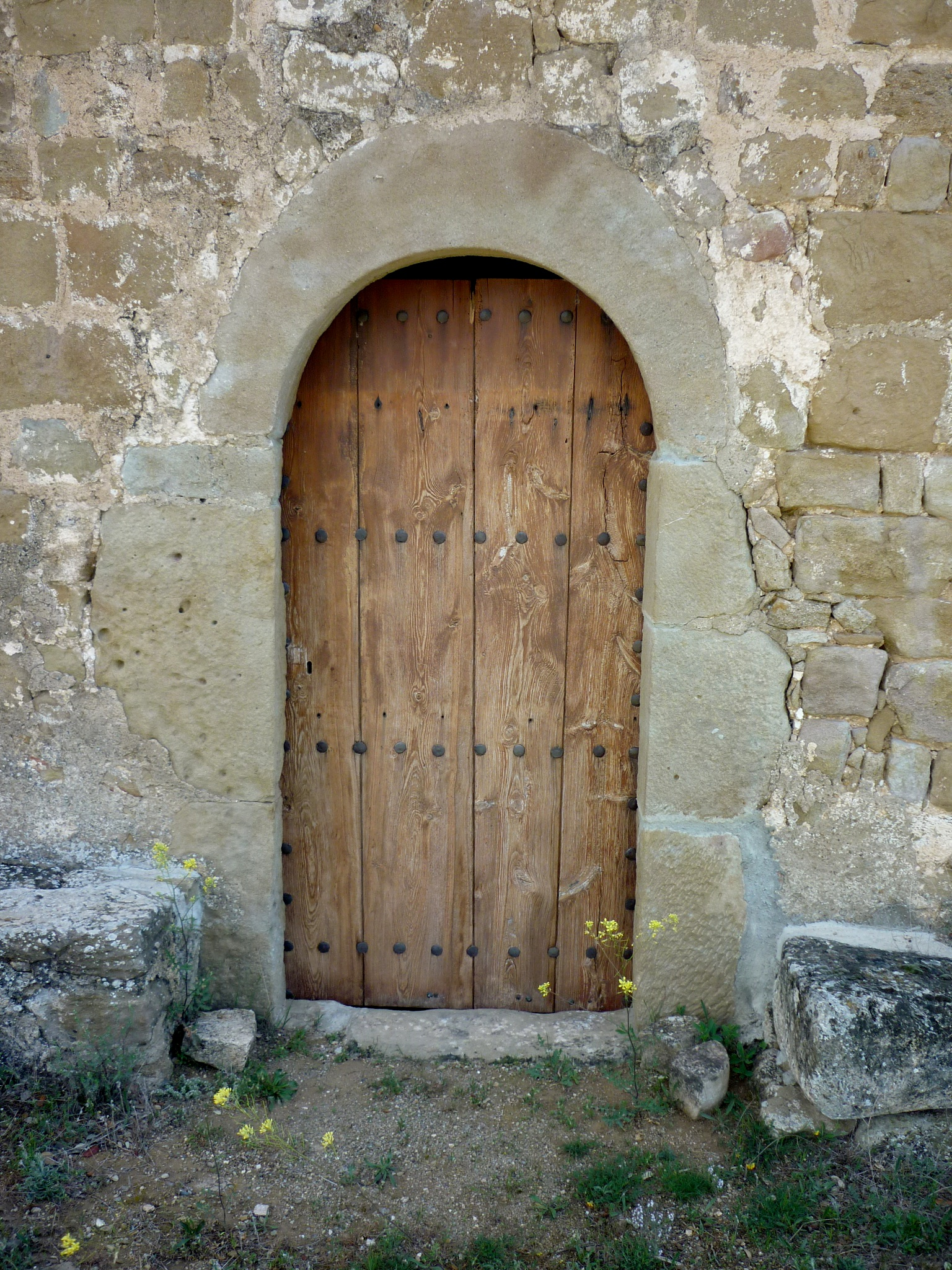
Portal amb arc monolític

Es troba a la part sud del terme municipal, al llom del serrat que es forma entre el barranc de la Bastida, a llevant, i el Rialb, a ponent. Queda a mig camí entre Polig i Pallerols, poc més enllà de la masia Solé de Pallerols, que li dona nom.
S'hi va per la carretera asfaltada que es deriva del punt quilomètric 12,7 de la C-1412b (de Ponts a Tremp), direcció Polig, que arriba fins al municipi alturgellenc de Peramola. Als 8,8 km. es veu la capella a la dreta, enmig de camps de conreu. Un petit desviament permet l'aparcament.

## Descripció
És una ermita d'una nau, modificada, reformada pel costat de ponent. Absis amb finestra central de doble esqueixada i arc de pedra tosca. Porta tapiada a migjorn. Nova porta a ponent, amb arc d'una sola pedra i ràfec de pedra bisellat. Remata amb una senzilla espadanya.